# Campeonato Cearense Série B 2024
In 2024 werd het 36ste Campeonato Cearense Série B gespeeld voor voetbalclubs uit de Braziliaanse staat Ceará. De competitie werd georganiseerd door de FCF en werd gespeeld van 17 februari tot 27 april. Tirol werd kampioen.
Guarany de Sobral werd uitgesloten omdat de club vorig seizoen forfait gegeven had voor de Copa Fares Lopes. 

## Eerste fase
| Plaats | Club                | Wed. | W | G | V | Saldo | Ptn. |
| ------ | ------------------- | ---- | - | - | - | ----- | ---- |
| 1.     | Icasa               | 8    | 5 | 2 | 1 | 12:6  | 17   |
| 2.     | Tirol               | 8    | 5 | 1 | 2 | 11:7  | 16   |
| 3.     | Itapipoca           | 8    | 4 | 4 | 0 | 11:6  | 16   |
| 4.     | Cariri              | 8    | 3 | 3 | 2 | 11:6  | 12   |
| 5.     | Guarani de Juazeiro | 8    | 2 | 3 | 3 | 8:8   | 9    |
| 6.     | Tiradentes          | 8    | 1 | 4 | 3 | 6:9   | 7    |
| 7.     | Maranguape          | 8    | 1 | 4 | 3 | 5:9   | 7    |
| 8.     | Pacatuba            | 8    | 1 | 2 | 5 | 2:12  | 5    |
| 9.     | Pacajus             | 8    | 0 | 5 | 3 | 8:11  | 5    |

|  | Geplaatst voor derde fase  |
|  | Geplaatst voor tweede fase |
|  | Degradatie                 |

## Tweede fase
| Team #1             | Tot.        | Team #2   | 1ste wed | 2de wed |
| ------------------- | ----------- | --------- | -------- | ------- |
| Tiradentes          | 2 - 5       | Itapipoca | 1 - 2    | 2 - 3   |
| Guarani de Juazeiro | 1 - 1 (2-3) | Cariri    | 0 - 0    | 1 - 1   |

## Derde fase
| Team #1    | Tot.  | Team #2 | 1ste wed | 2de wed |
| ---------- | ----- | ------- | -------- | ------- |
| Cariri     | 2 - 1 | Icasa   | 2 - 1    | 0 - 0   |
| Itapipoca] | 2 - 5 | Tirol   | 2 - 2    | 2 - 4   |

## Finale
|                |                                     |       |        |                                      |
| 27 april 16:00 | Tirol                               | 3 – 0 | Cariri | Estádio Presidente Vargas, Fortaleza |
| 27 april 16:00 | Will 13' (own) Sidney 64' Belém 82' |       |        | Estádio Presidente Vargas, Fortaleza |

## Eindstand
| Plaats | Club                | Wed. | W | G | V | Saldo | Ptn. |
| ------ | ------------------- | ---- | - | - | - | ----- | ---- |
| 1.     | Tirol               | 11   | 7 | 2 | 2 | 20:11 | 23   |
| 2.     | Cariri              | 11   | 4 | 4 | 3 | 13:10 | 16   |
| 3.     | Icasa               | 10   | 5 | 3 | 2 | 13:8  | 18   |
| 4.     | Itapipoca           | 10   | 4 | 5 | 1 | 15:12 | 17   |
| 5.     | Guarani de Juazeiro | 10   | 2 | 5 | 3 | 9:9   | 11   |
| 6.     | Tiradentes          | 10   | 1 | 4 | 5 | 8:14  | 7    |
| 7.     | Maranguape          | 8    | 1 | 4 | 3 | 5:9   | 7    |
| 8.     | Pacatuba            | 8    | 1 | 2 | 5 | 2:12  | 5    |
| 9.     | Pacajus             | 8    | 0 | 5 | 3 | 8:11  | 5    |

|  | Kampioen                     |
|  | Promotie                     |
|  | Uitgeschakeld in derde fase  |
|  | Uitgeschakeld in tweede fase |
|  | Degradatie                   |

### Kampioen
| Campeonato Cearense de 2024 - Série B |
| Ceará                                 |
| ------------------------------------- |
| TIROL Kampioen (1° titel)             |